# Villers-le-Sec (Haute-Saône)
Villers-le-Sec település Franciaországban, Haute-Saône megyében. Lakosainak száma 522 fő (2022. január 1.). Villers-le-Sec Colombe-lès-Vesoul, Dampierre-sur-Linotte, Neurey-lès-la-Demie, Noroy-le-Bourg és Quincey községekkel határos.

## Népesség
A település népessége az elmúlt években az alábbi módon változott:
| Lakosok száma | 526  | 527  | 543  | 531  | 534  | 533  | 529  | 526  | 522  |
|               | 2013 | 2015 | 2016 | 2017 | 2018 | 2019 | 2020 | 2021 | 2022 |